# کی‌اچ‌تی‌ام‌ال
کی‌اچ‌تی‌ام‌ال (به انگلیسی: KHTML) موتور چیدمان اچ‌تی‌ام‌ال است که توسط پروژهٔ کی‌دی‌ای توسعه داده شده‌است. کی‌اچ‌تی‌ام‌ال موتوری است که توسط مرورگر کانکرور به‌کارگرفته شده‌است. نسخه‌ای انشعاب یافته‌ای از تحت عنوان وب‌کیت توسط مرورگرهای وب متعددی از جمله سافاری و گوگل کروم به‌کارگرفته شده‌است. کی‌اچ‌تی‌ام‌ال تحت مجوز ال‌جی‌پی‌ال یک نرم‌افزار آزاد است.
کی‌اچ‌تی‌ام‌ال در چارچوب کی‌پارت ساخته شده و به زبان سی++ نوشته شده‌است و وابستگی خوبی برای رعایت استاندارد وب دارد و همچنین برای رندر کردن بسیاری از صفحه‌ها، بسیاری از قابلیت‌های اضافی از اینترنت اکسپلورر تا جای ممکن پشتیبانی شده‌است اگرچه استاندارد نبودند.